# البرتا (یوتا)
البرتا (به انگلیسی: Elberta) یک منطقهٔ مسکونی در ایالات متحده آمریکا است که در شهرستان یوتا، یوتا واقع شده‌است. البرتا ۳۵٫۴ کیلومتر مربع مساحت و ۲۵۶ نفر جمعیت دارد و ۱٬۴۳۳ متر بالاتر از سطح دریا واقع شده‌است.